# Lijst van rijksmonumenten in Leeuwarden (Grote Kerkstraat)
Dit is een lijst van de 38 rijksmonumenten in de stad Leeuwarden die zijn gelegen aan de Grote Kerkstraat. De overige rijksmonumenten zijn te vinden op de Lijst van rijksmonumenten in Leeuwarden (stad), aan de Eewal, aan de Nieuwestad en aan de Tuinen.
Voor een overzicht van alle beschikbare afbeeldingen zie de categorie Rijksmonumenten in Leeuwarden op Wikimedia Commons.
| Object                                                                                                 | Oorspronkelijke functie?  | Bouwjaar                                                                       | Architect                                | Locatie              | Coördinaten?                  | Nr.?   | Afbeelding                                                                                  |
| --- | ------------------------- | ------------------------------------------------------------------------------ | ---------------------------------------- | -------------------- | ----------------------------- | ------ | ------------------------------------------------------------------------------------------- |
| Hoekpand met smalle gevel aan de Grote Kerkstraat                                                      | Woonhuis                  |                                                                                |                                          | Grote Kerkstraat 7   | 53° 12' 11" NB, 5° 47' 30" OL | 24175  | Meer afbeeldingen                                                                           |
| Princessehof                                                                                           | Woonhuis                  | 1542 18e eeuw (verb.) 1958 (rest.)                                             | A. Coulon (18e eeuw) A. Baart jr. (1958) | Grote Kerkstraat 9   | 53° 12' 10" NB, 5° 47' 30" OL | 24176  | Meer afbeeldingen                                                                           |
| Princessehof                                                                                           | Woonhuis                  |                                                                                |                                          | Grote Kerkstraat 11  | 53° 12' 11" NB, 5° 47' 31" OL | 24177  | Meer afbeeldingen                                                                           |
| Papingasthuis                                                                                          | Woonhuis                  | middeleeuwen                                                                   |                                          | Grote Kerkstraat 13  | 53° 12' 11" NB, 5° 47' 32" OL | 24178  | Papingasthuis                                                                               |
| Stadhouderlijke Rijschool, koetshuis                                                                   | Opslag                    |                                                                                |                                          | Grote Kerkstraat 17  | 53° 12' 11" NB, 5° 47' 34" OL | 24179  | Meer afbeeldingen                                                                           |
| Drie venstertraveeën breed pand met kroonlijst                                                         | Woonhuis                  |                                                                                |                                          | Grote Kerkstraat 21  | 53° 12' 11" NB, 5° 47' 35" OL | 24180  | Meer afbeeldingen                                                                           |
| Drie venstertraveeën breed pand met kroonlijst                                                         | Woonhuis                  |                                                                                |                                          | Grote Kerkstraat 23  | 53° 12' 11" NB, 5° 47' 36" OL | 24181  | Meer afbeeldingen                                                                           |
| Eenvoudig pand met rechte kroonlijst                                                                   | Woonhuis                  |                                                                                |                                          | Grote Kerkstraat 25  | 53° 12' 11" NB, 5° 47' 36" OL | 24182  | Meer afbeeldingen                                                                           |
| Pand met verhoogde voorbouw onder schilddak afgesloten door forse kroonlijst                           | Woonhuis                  |                                                                                |                                          | Grote Kerkstraat 27  | 53° 12' 11" NB, 5° 47' 36" OL | 24183  | Pand met verhoogde voorbouw onder schilddak afgesloten door forse kroonlijst                |
| Vijf traveeën breed pand                                                                               | Vergadering en vereniging | 1888-'89                                                                       | W.C. de Groot                            | Grote Kerkstraat 31  | 53° 12' 12" NB, 5° 47' 37" OL | 24184  | Meer afbeeldingen                                                                           |
| Drie traveeën breed pand waarvan de pui is opgeofferd aan ingangsportaal van de Noorderkerk            | Woonhuis                  |                                                                                |                                          | Grote Kerkstraat 31B | 53° 12' 12" NB, 5° 47' 38" OL | 24185  | Drie traveeën breed pand waarvan de pui is opgeofferd aan ingangsportaal van de Noorderkerk |
| Pand met eenvoudige zes traveeën brede gevel afgesloten door rechte kroonlijst                         | Woonhuis                  |                                                                                |                                          | Grote Kerkstraat 35  | 53° 12' 12" NB, 5° 47' 39" OL | 24186  | Meer afbeeldingen                                                                           |
| Woonhuis van vier traveeën met geblokte kroonlijst                                                     | Woonhuis                  |                                                                                |                                          | Grote Kerkstraat 39  | 53° 12' 12" NB, 5° 47' 40" OL | 24187  | Meer afbeeldingen                                                                           |
| Vier traveeën breed woonhuis met geblokte kroonlijst en grote dakkapel                                 | Woonhuis                  | 1800-1825                                                                      |                                          | Grote Kerkstraat 41  | 53° 12' 12" NB, 5° 47' 40" OL | 24188  | Meer afbeeldingen                                                                           |
| Pand met eenvoudige gevel, rechte kroonlijst en twee dakkapellen                                       | Woonhuis                  |                                                                                |                                          | Grote Kerkstraat 43  | 53° 12' 12" NB, 5° 47' 41" OL | 24189  | Meer afbeeldingen                                                                           |
| Pand met eenvoudige gepleisterde gevel en rechte kroonlijst                                            | Woonhuis                  | ca. 1895                                                                       | H. Feddema                               | Grote Kerkstraat 47  | 53° 12' 12" NB, 5° 47' 42" OL | 24190  | Meer afbeeldingen                                                                           |
| Pand met eenvoudige gevel, geblokte kroonlijst, zesruitsvensters op de verdieping en omlijste deur     | Woonhuis                  |                                                                                |                                          | Grote Kerkstraat 49  | 53° 12' 12" NB, 5° 47' 42" OL | 24191  | Meer afbeeldingen                                                                           |
| Pand met eenvoudige gevel en kroonlijst op gelijke hoogte als belendende panden                        | Woonhuis                  | 19e eeuw (pui)                                                                 |                                          | Grote Kerkstraat 51  | 53° 12' 12" NB, 5° 47' 42" OL | 24192  | Pand met eenvoudige gevel en kroonlijst op gelijke hoogte als belendende panden             |
| Pand met eenvoudige gevel en rechte kroonlijst gevat tussen hoekconsoles                               | Woonhuis                  | 19e eeuw (gevel)                                                               |                                          | Grote Kerkstraat 53  | 53° 12' 12" NB, 5° 47' 42" OL | 24193  | Pand met eenvoudige gevel en rechte kroonlijst gevat tussen hoekconsoles                    |
| Pand met eenvoudige gevel en daklijst op gelijke hoogte als belendende percelen                        | Woonhuis                  | 19e eeuw (gevel)                                                               |                                          | Grote Kerkstraat 55  | 53° 12' 12" NB, 5° 47' 43" OL | 24194  | Pand met eenvoudige gevel en daklijst op gelijke hoogte als belendende percelen             |
| Pand op rechthoekige plattegrond van twee bouwlagen onder met pannen belegd schilddak                  | Woonhuis                  | verm. 17e eeuw (oorspr.)                                                       |                                          | Grote Kerkstraat 67  | 53° 12' 12" NB, 5° 47' 45" OL | 24195  | Meer afbeeldingen                                                                           |
| Wapen van Jeruzalem                                                                                    | Woonhuis                  | 1642 (oorspr.) 1759 (herb.)                                                    |                                          | Grote Kerkstraat 69  | 53° 12' 12" NB, 5° 47' 45" OL | 24196  | Meer afbeeldingen                                                                           |
| Onderkelderd pand gedekt door een met pannen belegd jonger afgeknot dwars zadeldak                     | Woonhuis                  | mog. 17e, verm. 18e eeuw 19e eeuw (voorgevel)                                  |                                          | Grote Kerkstraat 71  | 53° 12' 12" NB, 5° 47' 46" OL | 24197  | Meer afbeeldingen                                                                           |
| Onderkelderd verdiepingloos pandje gedekt door een met pannen belegd schilddak                         | Woonhuis                  | verm. 18e eeuw 19e eeuw (voorgevel)                                            |                                          | Grote Kerkstraat 73  | 53° 12' 12" NB, 5° 47' 46" OL | 24198  | Meer afbeeldingen                                                                           |
| Smal pand onder dwars zadeldak tussen topgevels met hoekschoorstenen                                   | Woonhuis                  |                                                                                |                                          | Grote Kerkstraat 8   | 53° 12' 9" NB, 5° 47' 31" OL  | 24199  | Meer afbeeldingen                                                                           |
| Pand met geblokte kroonlijst onder hoog zadeldak met aan voorzijde schild met dakkapel                 | Woonhuis                  |                                                                                |                                          | Grote Kerkstraat 10  | 53° 12' 9" NB, 5° 47' 31" OL  | 24200  | Meer afbeeldingen                                                                           |
| Schoolgebouw                                                                                           | Onderwijs en wetenschap   | 1875-'76                                                                       | Th. Romein                               | Grote Kerkstraat 12  | 53° 12' 10" NB, 5° 47' 32" OL | 24201  | Meer afbeeldingen                                                                           |
| Zes traveeën breed pand met hoge geblokte kroonlijst, dakkapel en gevel met onderdelen uit de 17e eeuw | Woonhuis                  | 16e eeuw (oorspr.) verb. in 1683, tussen 1750 en 1775, ca. 1800 en in 1969-'70 |                                          | Grote Kerkstraat 18  | 53° 12' 10" NB, 5° 47' 35" OL | 24202  | Meer afbeeldingen                                                                           |
| Pand met rijk versierde gevel van vier traveeën met rechte kroonlijst met rocococonsoles               | Woonhuis                  |                                                                                |                                          | Grote Kerkstraat 20  | 53° 12' 10" NB, 5° 47' 35" OL | 24203  | Meer afbeeldingen                                                                           |
| Van Gheelstins                                                                                         | Woonhuis                  | 1545 (oorspr.) late 19e eeuw (uiterlijk)                                       |                                          | Grote Kerkstraat 212 | 53° 12' 11" NB, 5° 47' 44" OL | 24204  | Meer afbeeldingen                                                                           |
| Waalse Kerk                                                                                            | Kerk en kerkonderdeel     | uiterlijk 1530 (wijding) 1854 (verb.)                                          |                                          | Grote Kerkstraat 222 | 53° 12' 11" NB, 5° 47' 47" OL | 24205  | Meer afbeeldingen                                                                           |
| Eenvoudig pand onder dwarskap waarvoor dakkapel met hijsbalk                                           | Woonhuis                  |                                                                                |                                          | Grote Kerkstraat 224 | 53° 12' 12" NB, 5° 47' 47" OL | 24206  | Eenvoudig pand onder dwarskap waarvoor dakkapel met hijsbalk                                |
| Woonhuis onder dwarskap met dakkapel                                                                   | Woonhuis                  | 19e eeuw (gevel)                                                               |                                          | Grote Kerkstraat 228 | 53° 12' 12" NB, 5° 47' 48" OL | 24207  | Meer afbeeldingen                                                                           |
| Pand onder dwarskap                                                                                    | Woonhuis                  |                                                                                |                                          | Grote Kerkstraat 230 | 53° 12' 12" NB, 5° 47' 48" OL | 24208  | Pand onder dwarskap                                                                         |
| Pand onder dwarskap tussen topgevels met hoekschoorstenen                                              | Woonhuis                  | 19e eeuw                                                                       |                                          | Grote Kerkstraat 232 | 53° 12' 13" NB, 5° 47' 48" OL | 24209  | Pand onder dwarskap tussen topgevels met hoekschoorstenen                                   |
| Restant van de Keimpemastins                                                                           | Woonhuis                  | 14e eeuw                                                                       |                                          | Grote Kerkstraat 238 | 53° 12' 13" NB, 5° 47' 49" OL | 24210  | Meer afbeeldingen                                                                           |
| Oud Sint Anthonygasthuis                                                                               | Sociale zorg, liefdadigh. | 1878                                                                           | F. Stoett                                | Grote Kerkstraat 114 | 53° 12' 10" NB, 5° 47' 42" OL | 46780  | Meer afbeeldingen                                                                           |
| Buma Bibliotheek                                                                                       | Onderwijs en wetenschap   | 1933-'34                                                                       | D.F. Wouda                               | Grote Kerkstraat 29  | 53° 12' 12" NB, 5° 47' 37" OL | 516452 | Meer afbeeldingen                                                                           |